# Géza Csapó
Géza Csapó (* 29. Dezember 1950 in Szolnok; † vor oder am 14. September 2022) war ein ungarischer Kanute.

## Karriere
Géza Csapó nahm an zwei Olympischen Spielen im Einer-Kajak auf der 1000-Meter-Strecke teil. Sein Debüt gab er 1972 in München und erreichte als Zweiter seines Vorlaufs und Gewinner seines Halbfinallaufs das Finale. Nach 3:49,38 Minuten beendete er dieses auf dem Bronzerang, hinter dem siegreichen Oleksandr Schaparenko aus der Sowjetunion sowie dem Schweden Rolf Peterson. Bei den Olympischen Spielen 1976 in Montreal gelang ihm erneut der Finaleinzug, nachdem er ein weiteres Mal Zweiter im Vorlauf wurde und sein Halbfinale gewann. Im Endlauf überquerte er nach 3:48,84 Minuten hinter Rüdiger Helm aus der DDR und vor dem Rumänen Vasile Dîba als Zweiter die Ziellinie und erhielt dadurch die Silbermedaille.
Bereits 1970 belegte Csapó zunächst in Kopenhagen bei den Weltmeisterschaften mit der 4-mal-500-Meter-Staffel den dritten Platz, ehe ihm mit dieser im Jahr darauf in Belgrad der Titelgewinn gelang. Außerdem wurde er 1971 auch Dritter im Vierer-Kajak über 1000 Meter. Bei den Weltmeisterschaften 1973 in Tampere gewann er sowohl im Einer-Kajak über 500 und über 1000 Meter sowie im Zweier-Kajak mit Zoltán Bakó über 10.000 Meter die Goldmedaille. 1974 wiederholte er in Mexiko-Stadt seinen Titelgewinn im Einer-Kajak über 1000 Meter und belegte über 500 Meter den zweiten Platz. Seinen sechsten und letzten Titel gewann er 1975 in Belgrad im Einer-Kajak auf der 500-Meter-Strecke. Darüber hinaus wurde er nochmals im Vierer-Kajak über 1000 Meter Dritter. Eine weitere Bronzemedaille sicherte er sich 1977 in Sofia mit József Svidró im Zweier-Kajak über 500 Meter.
Bei den Europameisterschaften 1969 in Moskau wurde Csapó im Zweier-Kajak auf der 10.000-Meter-Distanz Europameister. Er gewann im Einer- und Zweier-Kajak auf verschiedenen Strecken insgesamt 13 ungarische Landesmeistertitel. 1973 wurde Csapó, nach seinen drei Weltmeistertiteln, zu Ungarns Sportler des Jahres gewählt.